# ハロカバ
「ハロカバ」は、ハロー!プロジェクトの配信限定のカバーアルバム、及びカバー曲の総称。
iTunes StoreやMUSICOなどで購入できる。

## 配信曲
1. 真夏の光線 - オリジナル：モーニング娘。
  - 亀井絵里(第1弾)、岡井千聖(第2弾)、新垣里沙(第3弾)、田中れいな(第3弾)
2. ふるさと　　-オリジナル：モーニング娘。
  - 亀井絵里(第1弾)、新垣里沙(第3弾)、鈴木愛理(第4弾)、夏焼雅(第5弾)、高橋愛(第6弾)、岡井千聖(第6弾)
3. 恋をしちゃいました! - オリジナル：タンポポ
  - 亀井絵里(第1弾)、新垣里沙(第3弾)、高橋愛(第3弾)、嗣永桃子(第6弾)、夏焼雅(第6弾)
4. 聖なる鐘がひびく夜 - オリジナル：タンポポ
  - 亀井絵里(第1弾)、新垣里沙(第2弾)、田中れいな(第2弾)、嗣永桃子(第2弾)、矢島舞美(第2弾)、鈴木愛理(第2弾)
5. 笑顔に涙〜THANK YOU! DEAR MY FRIENDS〜 - オリジナル：松浦亜弥
  - 亀井絵里(第1弾)、岡井千聖(第2弾)、新垣里沙(第3弾)、田中れいな(第4弾)、矢島舞美(第5弾)、嗣永桃子(第6弾)、菅谷梨沙子(第6弾)
6. LOVE涙色 - オリジナル：松浦亜弥
  - 亀井絵里(第1弾)、岡井千聖(第2弾)、新垣里沙(第3弾)、高橋愛(第5弾)、夏焼雅(第6弾)、菅谷梨沙子(第6弾)
7. 恋の花 - オリジナル：安倍なつみ
  - 亀井絵里(第1弾)、新垣里沙(第3弾)、田中れいな(第4弾)
8. お願い魅惑のターゲット - オリジナル：メロン記念日
  - 亀井絵里(第1弾)、新垣里沙(第3弾)、田中れいな(第5弾)
9. 香水 - オリジナル：メロン記念日
  - 亀井絵里(第1弾)、新垣里沙(第3弾)、田中れいな(第5弾)、嗣永桃子(第6弾)、矢島舞美(第6弾)
10. ロマンティック 浮かれモード - オリジナル：藤本美貴
  - 岡井千聖(第3弾)
11. dearest. - オリジナル：松浦亜弥
  - 高橋愛(第6弾)
12. 赤い日記帳 - オリジナル：あか組4
  - 高橋愛(第6弾)、菅谷梨沙子(第6弾)、鈴木愛理(第6弾)

## 配信日
- 第1弾　2010/12/8から
- 第2弾　2010/12/15から
- 第3弾　岡井「ロマンティック 浮かれモード」のみ2011/1/24から、その他は2011/1/26から
- 第4弾　2011/2/16から
- 第5弾　2011/3/2から
- 第6弾　2011/3/30から